# Hesaraghatta, Bangalore North
Hesaraghatta là một làng thuộc tehsil Bangalore North, huyện Bangalore Urban, bang Karnataka, Ấn Độ.